# Malaysia Airlines Flight 17

Planets rutt

Malaysia Airlines Flight 17 (MH17/MAS17) var en reguljär flygning med en Boeing 777-200ER från Malaysia Airlines, på väg från Amsterdam i Nederländerna till Kuala Lumpur i Malaysia. Planet hade 283 passagerare och 15 besättningsmän (totalt 298 personer) ombord. Den 17 juli 2014 klockan 16:15 förlorades kontakten med flygplanet och det störtade i Hrabove i Donetsk oblast i Ukraina. Samtliga ombord omkom.

## Händelser före den 17 juli

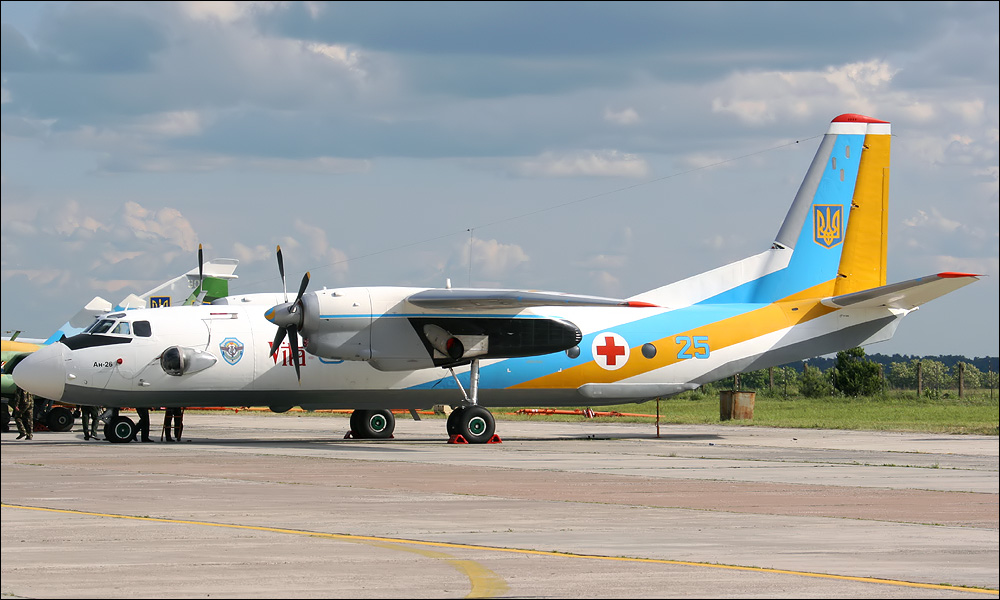
En ukrainsk An-26, liknande den som sköts ner den 14 juli 2014. I ryska medier hävdades att en ny An-26 skjutits ner den 17 juli, strax innan det att haveriet för Flight 17 blev allmänt känd.

- 29 juni 2014 – Ryska TV-kanalen NTV rapporterade att separatister skaffat sig tillgång till ett luftvärnssystem av typen Buk efter att ha tagit över kontrollen över den ukrainska flygbasen A-1402[4][5] (möjligen den tidigare platsen för 156:e luftvärnsregementet [156 zrp] inom Ukrainas flygpvapen). Samma dag hävdade Folkrepubliken Donetsk, i en (numera raderad) tweet, att de var i besittning av ett sådant system.[6]
- 1 juli 2014 – Ukrainas flygmyndighet avrådde piloter från att flyga under 8 000 meters (26 000 fot) höjd över östra Ukraina.[7]
- 14 juli 2014 – Ett ukrainskt militärt transportflygplan av typen An-26 sköts ner när det flög på 6 400 meters (21 000 fot) höjd.[8] Nedskjutningen bekräftades i ryska medier ha skett med hjälp av luftvärnssystemet ”Buk”.[9] Officiella kommentarer från USA sa senare att det mesta tydde på att flygplanet hade blivit beskjutet från ryskt (= Ryska federationen) territorium.[10]

## Nedskjutningen
På kvällen den 17 juli vidarebefordrade den ryska webbportalen lifenews.ru den separatiska milisens meddelande "Den 17 juli, nära byn Rassypnoje vid staden Torez i Donetskregionen, sköts ett An-26-transportplan från Ukrainas flygvapen ner, säger milisen. Enligt dem störtade planet i närheten av "Progress"-gruvan, långt från några bostadsområden. Enligt en av milismännen skulle An-26-planet ha flugit över staden cirka 17:30 lokal tid. Det träffades av en raket, exploderade och föll till marken med svart rök omkring sig. Spillror föll ner från skyn." TASS och RIA Novosti rapporterade också att en An-26 hade skjutits ner av milisen nära Torez cirka 16:00 lokal tid.
Ungefär samtidigt havererade Malaysia Airlines Flight 17 i samma område, det vill säga strax norr om staden Torez, mitt i det område i östra Ukraina som är militärt kontrollerat av de båda separatistiska folkrepublikerna Donetsk och Luhansk.

## Anledning till haveriet
Haverikommissionens slutsats är att flight MH17 störtade efter att ha träffats av en rysk Buk-robot avfyrad från ryskkontrollerat område i östra Ukraina. Från flera håll anser man att det är mycket tänkbart att en nedskjutning av Flight 17 kan ha skett via luftvärnsrobotar som egentligen var ämnade för en verklig eller inbillad An-26.
Ukrainas myndigheter anklagar de proryska, Rysslandsstödda separatisterna (som tidigare skjutit ner ett antal ukrainska flygplan i området) för det hela, medan talesmän för separatisterna hävdar att Ukraina ligger bakom. Ryska federationens president Vladimir Putin anser att det fulla ansvaret åvilar Ukraina, på vars territorium nedskjutningen ägt rum. USA:s dåvarande president Barack Obama menar å sin sida att det mesta tyder på att planet skjutits ner av proryska separatister, eftersom raketbeskjutning kommit från ett område kontrollerat av deras styrkor.
Sveriges dåvarande utrikesminister Carl Bildt uttalade sig på Twitter om olyckan: "Alldeles fruktansvärt att Malaysia airlines förmodligen skjutits ned över ett separatistområde i östra Ukraina. Detta efter att ett ukrainskt flygplan skjutits ned." Anton Gerasjtjenko, rådgivare vid Ukrainas inrikesministerium, hävdade att flygplanet skjutits ned på en höjd av 10 000 meter (33 000 fot) med hjälp av luftvärnssystemet 9K37 Buk, även känt som SA-11 Gadfly.
Journalister samt observatörer från OSSE fick dagen efter haveriet tillträde till nedslagsplatsen, där vrakdelar och delar av döda låg utspridda över ett stort område. Observatörerna blev senare bortkörda innan de hann uträtta någonting.
Det var länge oklart huruvida en, båda eller ingen av flygplanets "svarta lådor" (färdskrivare/röstinspelare) hade upphittats. Fem dagar efter haveriet överlämnade dock Aleksandr Borodaj (premiärminister i den självutnämnda Folkrepubliken Donetsk) de båda funna "svarta lådorna", vilka därefter skickades till undersökningsavdelningen för flygolyckor (Air Accident Investigation Branch) hos brittiska Transportdepartementet.
22 juli publicerade italienska Corriere della Sera en intervju med en anonym prorysk milisman, medlem av truppenheten Oplot. Denne hade varit inblandad i uppsökandet efter det förolyckade planet, som deras överordnade inledningsvis rapporterade skulle ha varit ett ukrainskt militärt transportplan som milisen skjutit ner. Hans Oplot-enhet stod efter haveriet vakt runt nedslagsplatsen nära Hrabove.
Haveriutredningen publicerade en preliminär rapport den 9 september 2014. Den säger att planet bröts i bitar på hög höjd, på grund av en mängd föremål som träffat planet. Före denna händelse har inget onormalt märkts på de svarta lådornas inspelningar.
De ryska tv-stationerna Pervyj Kanal och Rossiya TV visade i november 2014 ett satellitfoto som ser ut att visa att det malaysiska planet blev nedskjutet av ett ukrainskt stridsflygplan. Fotot anses av experter vara en förfalskning då ukrainska flygvapnet saknar flygplan med kapacitet att skjuta ner trafikflyg.
Utredningen kring haveriet var från juli, 2015 hemligstämplad av Ukrainas regering. Efter nio månaders utredning kom den nederländska haverikommissionens haverirapport. Utredningen kom fram till att det var en rysktillverkad BUK-robot som sköt ner planet i ett separatistkontrollerat område. Robotsystemet finns i både Ryssland och Ukraina och ingen har hittills pekats ut. Rapporten tog inte ställning i skuldfrågan, men riktar hård kritik mot att ukrainska myndigheter inte hade stängt av luftrummet för civil flygtrafik.

## Döda

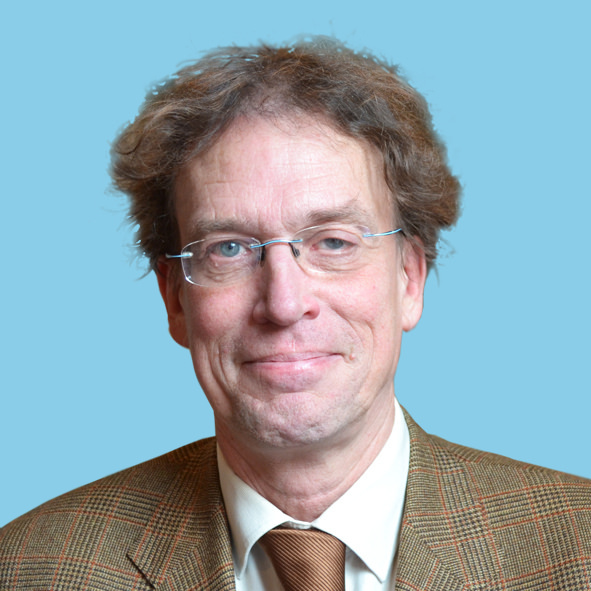
Den holländska senatorn Willem Witteveen var en av passagerarna på MH17.

På planet fanns vid haveriet 15 besättningsmän och 283 passagerare. Alla ombordvarande omkom. Av passagerarna var två tredjedelar nederländska medborgare, medan besättningen och ett 30-tal passagerare kom från Malaysia. Övriga passagerare kom från ett tiotal andra länder, inklusive 38 australiska medborgare.
Ett antal av passagerarna var på väg till 20:e internationella aidskonferensen, inklusive Joep Lange, tidigare ordförande för Internationella aidssällskapet IAS.
De döda kropparna, som var utspridda över ett stort område, samlades efter kraschen in och förvarades i flera dagars tid i kylda järnvägsvagnar. Den 21 juli lät de proryska separatisterna tåget med "likvagnarna" börja rulla ut ur stridsområdet. Målet för tåget var Charkiv, som det skulle nå efter en 12-timmars tågresa. I Charkiv skulle internationella utredare därefter överföra kropparna till ett nederländskt transportflygplan av typen C-130 för en flygresa till Amsterdam, där identifikationen av de döda senare skulle äga rum. Enligt The Guardian kom det från anhöriga i Storbritannien i februari 2015 fram att 700 fragment av mänsklig vävnad eller ben ännu inte hade identifierats och detta arbete kommer att pågå fram till april eller maj 2015. Fyra familjer i Nederländerna har ännu inte fått sina anhöriga identifierade.

## Rättsligt efterspel
Anhöriga till flera tyska offer planerade i september 2014 att stämma Ukraina och dess president Petro Porosjenko för att landets luftrum inte var stängt. En stämningsansökan ska lämnas in till Europadomstolen.
Anhöriga till holländska offer har föreslagit att låta FN inleda en brottsutredning om katastrofen, men den holländska regeringen har avvisat förslaget. Två grupper av anhöriga har stämt Ryssland vid Europadomstolen. I juli 2020 meddelade Nederländernas regering att man kommer att lämna in en stämningsansökan som ansluter till de anhörigas.

## Galleri

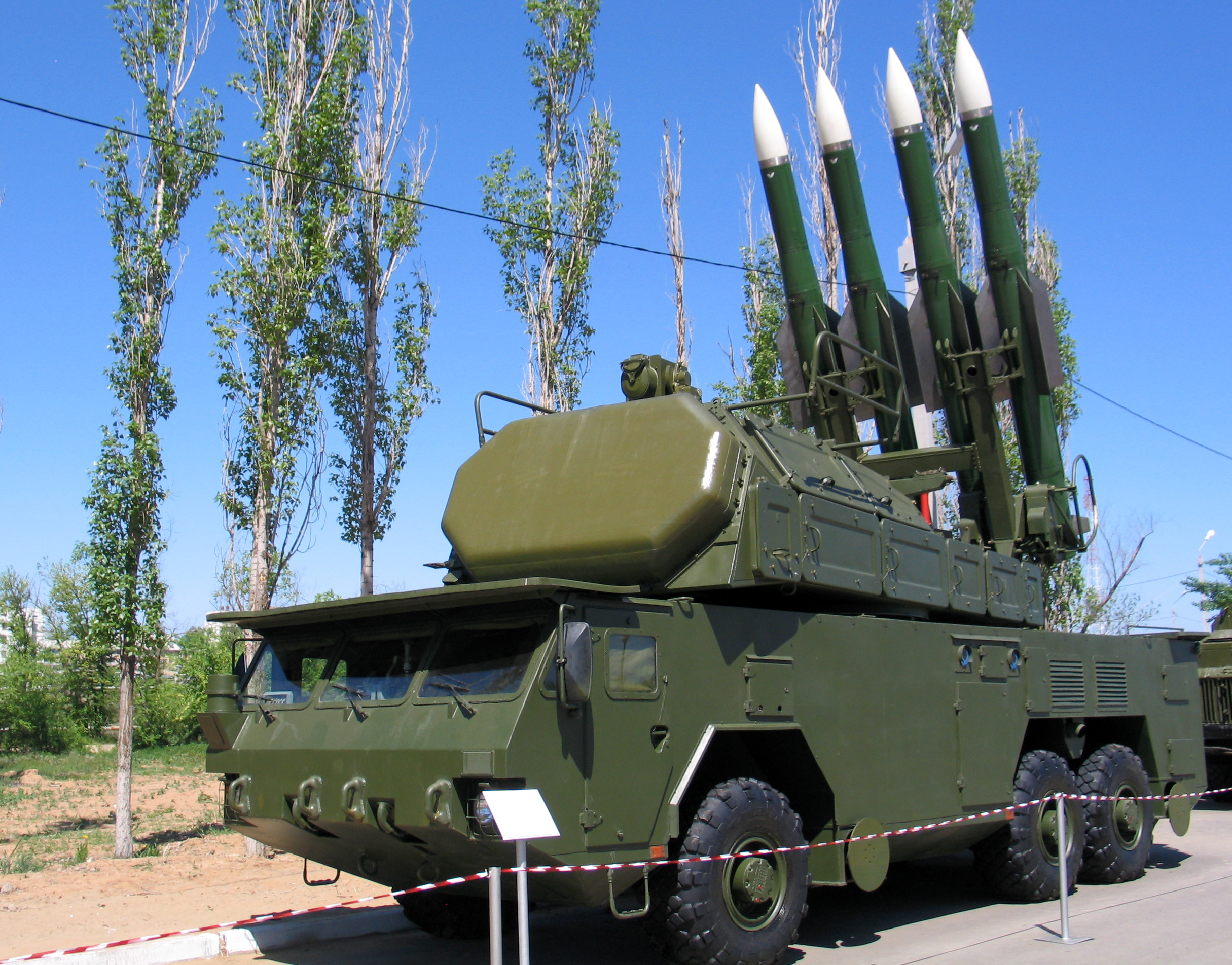
Buk-m2 är ett fordonsbaserat luftvärnssystem.